# Giải vô địch bóng đá Đông Nam Á 2020 (Bảng A)
Bảng A là một trong hai bảng đấu của Giải vô địch bóng đá Đông Nam Á 2020, gồm có các đội tuyển Thái Lan, Myanmar, Philipines, Singapore và Đông Timor. Các đội sẽ thi đấu vòng tròn một lượt tập trung tại Singapore. Hai đội đầu bảng sẽ giành quyền vào vòng đấu loại trực tiếp.

## Các đội tuyển
| Thứ tự bốc thăm | Đội         | Số lần tham dự | Thành tích tốt nhất                    | Vị trí trên Bảng xếp hạng FIFA (vào ngày 19 tháng 11) |
| --------------- | ----------- | -------------- | -------------------------------------- | ----------------------------------------------------- |
| A1              | Thái Lan    | 13 lần         | Vô địch (1996, 2000, 2002, 2014, 2016) | 118                                                   |
| A2              | Myanmar     | 13 lần         | Hạng tư / Bán kết (2004, 2016)         | 148                                                   |
| A3              | Philippines | 12 lần         | Bán kết (2010, 2012, 2014, 2018)       | 126                                                   |
| A4              | Singapore   | 13 lần         | Vô địch (1998, 2004, 2007, 2012)       | 160                                                   |
| A5              | Đông Timor  | 3 lần          | Vòng bảng (2004, 2018)                 | 194                                                   |

## Lịch thi đấu
| Lượt trận | Thời gian            |
| --------- | -------------------- |
| 1         | 5 tháng 12 năm 2021  |
| 2         | 8 tháng 12 năm 2021  |
| 3         | 11 tháng 12 năm 2021 |
| 4         | 14 tháng 12 năm 2021 |
| 5         | 18 tháng 12 năm 2021 |

## Bảng xếp hạng
| VT | Đội           | ST | T | H | B | BT | BB | HS  | Đ  | Giành quyền tham dự     |
| -- | ------------- | -- | - | - | - | -- | -- | --- | -- | ----------------------- |
| 1  | Thái Lan      | 4  | 4 | 0 | 0 | 10 | 1  | +9  | 12 | Vòng đấu loại trực tiếp |
| 2  | Singapore (H) | 4  | 3 | 0 | 1 | 7  | 3  | +4  | 9  | Vòng đấu loại trực tiếp |
| 3  | Philippines   | 4  | 2 | 0 | 2 | 12 | 6  | +6  | 6  |                         |
| 4  | Myanmar       | 4  | 1 | 0 | 3 | 4  | 10 | −6  | 3  |                         |
| 5  | Đông Timor    | 4  | 0 | 0 | 4 | 0  | 13 | −13 | 0  |                         |

## Các trận đấu
Tất cả thời gian được liệt kê là giờ Singapore (UTC+8).

### Đông Timor v Thái Lan
| Đông Timor | 0–2                             | Thái Lan                       |
| ---------- | ------------------------------- | ------------------------------ |
|            | Chi tiết (AFFSZ) Chi tiết (AFF) | - Pathompol 51' - Supachok 81' |

| Đông Timor | Thái Lan |

| GK               | 12 | Junildo Pereira        | 28' |     |
| CB               | 29 | João Soares            |     |     |
| CB               | 15 | Armindo de Almeida (c) |     |     |
| CB               | 18 | Filomino Junior        |     |     |
| DM               | 6  | Jhon Frith             |     | 90' |
| DM               | 14 | Cristevao Fernandes    |     |     |
| RM               | 22 | Nelson Viegas          | 37' |     |
| LM               | 24 | Yohanes Gusmão         |     | 45' |
| RF               | 21 | Paulo Gali             |     | 90' |
| LF               | 11 | Mouzinho               |     | 65' |
| CF               | 7  | Rufino Gama            |     | 45' |
| Cầu thủ dự bị:   |    |                        |     |     |
| FW               | 17 | Elias Mesquita         |     | 45' |
| FW               | 10 | João Pedro             |     | 45' |
| FW               | 27 | Dom Lucas Braz         | 78' | 65' |
| FW               | 16 | Zenivio Conceição Mota |     | 90' |
| DF               | 4  | Jaimito Soares         |     | 90' |
| Huấn luyện viên: |    |                        |     |     |
| Fábio Magrão     |    |                        |     |     |

| GK                  | 20 | Chatchai Budprom              |  |     |
| RB                  | 15 | Narubadin Weerawatnodom       |  |     |
| CB                  | 4  | Manuel Bihr                   |  |     |
| CB                  | 26 | Kritsada Kaman                |  |     |
| LB                  | 19 | Tristan Do                    |  |     |
| CM                  | 8  | Thitiphan Puangchan           |  | 68' |
| CM                  | 16 | Phitiwat Sukjitthammakul      |  | 45' |
| CM                  | 6  | Sarach Yooyen                 |  |     |
| RW                  | 7  | Supachok Sarachat             |  | 85' |
| CF                  | 10 | Teerasil Dangda (c)           |  | 68' |
| LW                  | 11 | Bordin Phala                  |  | 45' |
| Cầu thủ dự bị:      |    |                               |  |     |
| MF                  | 12 | Thanawat Suengchitthawon      |  | 45' |
| MF                  | 14 | Pathompol Charoenrattanapirom |  | 45' |
| FW                  | 22 | Supachai Chaided              |  | 68' |
| MF                  | 24 | Worachit Kanitsribampen       |  | 68' |
| FW                  | 9  | Adisak Kraisorn               |  | 85' |
| Huấn luyện viên:    |    |                               |  |     |
| / Alexandré Pölking |    |                               |  |     |

### Singapore v Myanmar
| Singapore                              | 3–0                             | Myanmar |
| -------------------------------------- | ------------------------------- | ------- |
| - Baharudin 34' - Ik. Fandi 39', 45+1' | Chi tiết (AFFSZ) Chi tiết (AFF) |         |

| Singapore | Myanmar |

| GK               | 18 | Hassan Sunny        |     |     |
| RB               | 4  | Nazrul Nazari       |     | 89' |
| CB               | 17 | Irfan Fandi         | 20' |     |
| CB               | 21 | Safuwan Baharudin   |     |     |
| LB               | 2  | Shakir Hamzah       |     |     |
| RM               | 14 | Hariss Harun (c)    | 67' |     |
| CM               | 8  | Shahdan Sulaiman    |     |     |
| CM               | 15 | Song Ui-young       |     | 81' |
| LM               | 20 | Shawal Anuar        |     | 66' |
| CF               | 9  | Ikhsan Fandi        |     | 89' |
| CF               | 10 | Faris Ramli         |     | 66' |
| Cầu thủ dự bị:   |    |                     |     |     |
| DF               | 13 | Zulqarnaen Suzliman |     | 66' |
| MF               | 16 | Hami Syahin         |     | 66' |
| MF               | 27 | Adam Swandi         |     | 81' |
| DF               | 24 | Iqram Rifqi         |     | 89' |
| FW               | 7  | Amy Recha           |     | 89' |
| Huấn luyện viên: |    |                     |     |     |
| Tatsuma Yoshida  |    |                     |     |     |

| GK               | 18 | Myo Min Latt         |     |       |
| RB               | 2  | Nyein Chan           | 85' |       |
| CB               | 3  | Zaw Ye Tun           |     | 46'   |
| CB               | 4  | David Htan           |     |       |
| LB               | 5  | Win Moe Kyaw         |     |       |
| RM               | 20 | Suan Lam Mang        |     | 46'   |
| CM               | 6  | Hlaing Bo Bo         |     |       |
| CM               | 10 | Yan Naing Oo         |     | 90+1' |
| LM               | 30 | Hein Htet Aung       |     | 64'   |
| CF               | 11 | Maung Maung Lwin (c) |     |       |
| CF               | 13 | Aung Kaung Mann      |     | 46'   |
| Cầu thủ dự bị:   |    |                      |     |       |
| MF               | 7  | Lwin Moe Aung        |     | 46'   |
| DF               | 17 | Hein Phyo Win        |     | 46'   |
| FW               | 12 | Win Naing Tun        |     | 46'   |
| MF               | 14 | Htet Phyo Wai        |     | 64'   |
| MF               | 16 | Myat Kaung Khant     |     | 90+1' |
| Huấn luyện viên: |    |                      |     |       |
| Antoine Hey      |    |                      |     |       |

### Myanmar vs Đông Timor
| Myanmar                           | 2–0                             | Đông Timor |
| --------------------------------- | ------------------------------- | ---------- |
| - Than Paing 14' - Maung Lwin 50' | Chi tiết (AFFSZ) Chi tiết (AFF) |            |

| Myanmar | Đông Timor |

| GK               | 18 | Myo Min Latt         |  |     |
| RB               | 4  | David Htan           |  |     |
| CB               | 5  | Win Moe Kyaw         |  | 88' |
| CB               | 17 | Hein Phyo Win        |  |     |
| LB               | 20 | Suan Lam Mang        |  |     |
| DM               | 6  | Hlaing Bo Bo         |  | 75' |
| RM               | 30 | Hein Htet Aung       |  |     |
| CM               | 11 | Maung Maung Lwin (c) |  |     |
| CM               | 7  | Lwin Moe Aung        |  |     |
| LM               | 16 | Myat Kaung Khant     |  | 75' |
| CF               | 9  | Than Paing           |  | 65' |
| Cầu thủ dự bị:   |    |                      |  |     |
| FW               | 12 | Win Naing Tun        |  | 65' |
| MF               | 14 | Htet Phyo Wai        |  | 75' |
| MF               | 8  | Maung Maung Win      |  | 75' |
| MF               | 10 | Yan Naing Oo         |  | 88' |
| Huấn luyện viên: |    |                      |  |     |
| Antoine Hey      |    |                      |  |     |

| GK               | 12 | Junildo Pereira        |     |     |
| RB               | 22 | Nelson Viegas          |     | 78' |
| CB               | 29 | João Panji             |     | 83' |
| CB               | 18 | Filomeno Junior        |     |     |
| LB               | 24 | Yohanes Gusmão         |     |     |
| CM               | 6  | Jhon Firth             |     |     |
| CM               | 15 | Armindo de Almeida (c) |     |     |
| CM               | 14 | Cristevao Fernandes    |     | 78' |
| RF               | 21 | Paulo Gali             | 11' |     |
| CF               | 11 | Mouzinho               |     | 83' |
| LF               | 10 | João Pedro             |     | 39' |
| Cầu thủ dự bị:   |    |                        |     |     |
| MF               | 17 | Elias Mesquita         |     | 39' |
| DF               | 4  | Jaimito Soares         |     | 78' |
| MF               | 8  | Olegario               |     | 78' |
| FW               | 7  | Rufino Gama            |     | 83' |
| DF               | 13 | Gumario                |     | 83' |
| Huấn luyện viên: |    |                        |     |     |
| Fábio Magrão     |    |                        |     |     |

### Philippines v Singapore
| Philippines  | 1–2                             | Singapore                |
| ------------ | ------------------------------- | ------------------------ |
| - Nazari 69' | Chi tiết (AFFSZ) Chi tiết (AFF) | - Harris 61' - Faris 63' |

| Philippines | Singapore |

| GK               | 16 | Kevin Ray Mendoza   |     |     |
| RB               | 23 | Martin Steuble      |     |     |
| CB               | 12 | Amani Aguinaldo     | 20' |     |
| CB               | 13 | Justin Baas         |     |     |
| LB               | 11 | Daisuke Sato        |     |     |
| RM               | 29 | Patrick Reichelt    |     |     |
| CM               | 6  | Kevin Ingreso       |     | 76' |
| CM               | 22 | Amin Nazari         |     |     |
| LM               | 21 | Oliver Bias         |     | 69' |
| CF               | 17 | Stephan Schröck (c) | 22' |     |
| CF               | 9  | Bienvenido Marañón  |     | 76' |
| Cầu thủ dự bị:   |    |                     |     |     |
| FW               | 8  | Ángel Guirado       |     | 69' |
| MF               | 14 | Oskari Kekkonen     |     | 76' |
| MF               | 10 | Mike Ott            |     | 76' |
| Huấn luyện viên: |    |                     |     |     |
| Stewart Hall     |    |                     |     |     |

| GK               | 18 | Hassan Sunny        |     |     |
| RB               | 13 | Zulqarnaen Suzliman |     | 72' |
| CB               | 17 | Irfan Fandi         |     |     |
| CB               | 21 | Safuwan Baharudin   |     |     |
| CB               | 23 | Zulfahmi Arifin     |     |     |
| LB               | 2  | Shakir Hamzah       | 66' |     |
| RM               | 22 | Gabriel Quak        |     | 60' |
| CM               | 14 | Hariss Harun (c)    |     |     |
| CM               | 6  | Anumanthan Kumar    |     | 79' |
| LM               | 10 | Faris Ramli         |     |     |
| CF               | 9  | Ikhsan Fandi        |     |     |
| Cầu thủ dự bị:   |    |                     |     |     |
| MF               | 15 | Song Ui-young       |     | 60' |
| DF               | 4  | Nazrul Nazari       |     | 72' |
| DF               | 24 | Iqram Rifqi         |     | 79' |
| MF               | 8  | Shahdan Sulaiman    |     | 79' |
| Huấn luyện viên: |    |                     |     |     |
| Tatsuma Yoshida  |    |                     |     |     |

### Đông Timor v Philippines
| Đông Timor | 0–7                             | Philippines                                                                                        |
| ---------- | ------------------------------- | -------------------------------------------------------------------------------------------------- |
|            | Chi tiết (AFFSZ) Chi tiết (AFF) | - Steuble 21' - Nazari 31' - Guirado 35' - Reichelt 40' - Nyholm 45' - Marañón 45+1' - Ingreso 77' |

| Đông Timor | Philippines |

| GK               | 1  | Aderito                |     | 45' |
| CB               | 13 | Gumario                |     |     |
| CB               | 15 | Armindo de Almeida (c) |     |     |
| CB               | 18 | Filomino Junior        |     |     |
| DM               | 4  | Jaimito Soares         |     |     |
| DM               | 8  | Olegario               |     | 45' |
| RM               | 29 | João Panji             |     |     |
| LM               | 3  | Orcelio                | 73' |     |
| AM               | 27 | Dom Lucas Braz         |     | 45' |
| AM               | 7  | Rufino Gama            |     | 45' |
| CF               | 17 | Elias Mesquita         |     | 87' |
| Cầu thủ dự bị:   |    |                        |     |     |
| MF               | 21 | Paulo Gali             |     | 45' |
| MF               | 11 | Mouzinho               |     | 45' |
| MF               | 6  | Jhon Firth             |     | 45' |
| GK               | 12 | Junildo Pereira        |     | 45' |
| FW               | 16 | Zenivio                |     | 87' |
| Huấn luyện viên: |    |                        |     |     |
| Fábio Magrão     |    |                        |     |     |

| GK               | 16 | Kevin Ray Mendoza   |     |     |
| RB               | 23 | Martin Steuble      |     |     |
| CB               | 12 | Amani Aguinaldo     |     | 45' |
| CB               | 2  | Jesper Nyholm       |     |     |
| LB               | 11 | Daisuke Sato        |     |     |
| RM               | 29 | Patrick Reichelt    |     |     |
| CM               | 6  | Kevin Ingreso       | 37' |     |
| CM               | 22 | Amin Nazari         |     | 45' |
| LM               | 17 | Stephan Schröck (c) |     | 45' |
| CF               | 8  | Ángel Guirado       |     | 71' |
| CF               | 9  | Bienvenido Marañón  |     | 45' |
| Cầu thủ dự bị:   |    |                     |     |     |
| DF               | 19 | Yrick Gallantes     |     | 45' |
| MF               | 14 | Oskari Kekkonen     |     | 45' |
| MF               | 18 | Kenshiro Daniels    | 84' | 45' |
| DF               | 13 | Justin Baas         |     | 45' |
| MF               | 10 | Mike Ott            |     | 71' |
| Huấn luyện viên: |    |                     |     |     |
| Stewart Hall     |    |                     |     |     |

### Thái Lan v Myanmar
| Thái Lan                                                    | 4–0                             | Myanmar |
| ----------------------------------------------------------- | ------------------------------- | ------- |
| - Teerasil 23', 53' (ph.đ.) - Worachit 78' - Supachok 90+2' | Chi tiết (AFFSZ) Chi tiết (AFF) |         |

| Thái Lan | Myanmar |

| GK                  | 20 | Chatchai Budprom              |  |     |
| RB                  | 15 | Narubadin Weerawatnodom       |  | 83' |
| CB                  | 4  | Manuel Bihr                   |  |     |
| CB                  | 26 | Kritsada Kaman                |  |     |
| LB                  | 3  | Theerathon Bunmathan          |  |     |
| RM                  | 12 | Thanawat Suengchitthawon      |  | 76' |
| CM                  | 16 | Phitiwat Sukjitthammakul      |  |     |
| LM                  | 6  | Sarach Yooyen                 |  | 67' |
| RF                  | 22 | Supachai Chaided              |  | 66' |
| CF                  | 10 | Teerasil Dangda               |  |     |
| LF                  | 18 | Chanathip Songkrasin (c)      |  | 66' |
| Cầu thủ dự bị:      |    |                               |  |     |
| MF                  | 8  | Thitiphan Puangchan           |  | 66' |
| MF                  | 7  | Supachok Sarachat             |  | 66' |
| MF                  | 14 | Pathompol Charoenrattanapirom |  | 67' |
| MF                  | 24 | Worachit Kanitsribampen       |  | 76' |
| DF                  | 19 | Tristan Do                    |  | 83' |
| Huấn luyện viên:    |    |                               |  |     |
| / Alexandré Pölking |    |                               |  |     |

| GK               | 18 | Myo Min Latt         |     |     |
| RB               | 4  | David Htan           |     |     |
| CB               | 5  | Win Moe Kyaw         |     |     |
| CB               | 17 | Hein Phyo Win        | 29' |     |
| LB               | 20 | Suan Lam Mang        | 14' |     |
| DM               | 6  | Hlaing Bo Bo         |     | 54' |
| RM               | 30 | Hein Htet Aung       |     |     |
| CM               | 8  | Maung Maung Win      |     | 70' |
| CM               | 7  | Lwin Moe Aung        |     |     |
| LM               | 11 | Maung Maung Lwin (c) |     |     |
| CF               | 9  | Than Paing           |     | 83' |
| Cầu thủ dự bị:   |    |                      |     |     |
| MF               | 10 | Yan Naing Oo         |     | 54' |
| FW               | 12 | Win Naing Tun        |     | 70' |
| FW               | 13 | Aung Kaung Mann      |     | 83' |
| Huấn luyện viên: |    |                      |     |     |
| Antoine Hey      |    |                      |     |     |

### Philippines v Thái Lan
| Philippines    | 1–2                             | Thái Lan                    |
| -------------- | ------------------------------- | --------------------------- |
| - Reichelt 57' | Chi tiết (AFFSZ) Chi tiết (AFF) | - Teerasil 26', 78' (ph.đ.) |

| Philippines | Thái Lan |

| GK               | 16 | Kevin Ray Mendoza   |     |     |
| CB               | 12 | Amani Aguinaldo     |     |     |
| CB               | 2  | Jesper Nyholm       |     |     |
| CB               | 13 | Justin Baas         |     |     |
| RM               | 29 | Patrick Reichelt    |     | 90' |
| CM               | 23 | Martin Steuble      | 13' |     |
| CM               | 6  | Kevin Ingreso       |     | 90' |
| LM               | 11 | Daisuke Sato        |     |     |
| AM               | 17 | Stephan Schröck (c) | 43' |     |
| AM               | 7  | Iain Ramsay         |     | 82' |
| CF               | 8  | Ángel Guirado       |     | 66' |
| Cầu thủ dự bị:   |    |                     |     |     |
| MF               | 10 | Mike Ott            |     | 66' |
| DF               | 19 | Yrick Gallantes     |     | 82' |
| FW               | 9  | Bienvenido Marañón  |     | 90' |
| MF               | 22 | Amin Nazari         |     | 90' |
| Huấn luyện viên: |    |                     |     |     |
| Stewart Hall     |    |                     |     |     |

| GK                | 20 | Chatchai Budprom         |     |       |
| RB                | 15 | Narubadin Weerawatnodom  |     |       |
| CB                | 4  | Manuel Bihr              |     |       |
| CB                | 26 | Kritsada Kaman           |     |       |
| LB                | 3  | Theerathon Bunmathan     |     |       |
| DM                | 16 | Phitiwat Sukjitthammakul |     |       |
| CM                | 12 | Thanawat Suengchitthawon |     | 76'   |
| CM                | 6  | Sarach Yooyen            | 56' | 75'   |
| AM                | 18 | Chanathip Songkrasin (c) | 65' | 76'   |
| CF                | 10 | Teerasil Dangda          |     | 87'   |
| CF                | 7  | Supachok Sarachat        |     | 90+1' |
| Cầu thủ dự bị:    |    |                          |     |       |
| MF                | 11 | Bordin Phala             |     | 75'   |
| MF                | 8  | Thitiphan Puangchan      |     | 76'   |
| MF                | 24 | Worachit Kanitsribampen  | 90' | 76'   |
| DF                | 5  | Elias Dolah              |     | 87'   |
| FW                | 22 | Supachai Chaided         |     | 90+1' |
| Huấn luyện viên:  |    |                          |     |       |
| Alexandré Pölking |    |                          |     |       |

### Singapore v Đông Timor
| Singapore              | 2–0                             | Đông Timor |
| ---------------------- | ------------------------------- | ---------- |
| - Adam 4' - Shakir 70' | Chi tiết (AFFSZ) Chi tiết (AFF) |            |

| Singapore | Đông Timor |

| GK               | 18 | Hassan Sunny        |  |     |
| RB               | 13 | Zulqarnaen Suzliman |  | 88' |
| CB               | 17 | Irfan Fandi         |  |     |
| CB               | 21 | Safuwan Baharudin   |  |     |
| LB               | 2  | Shakir Hamzah       |  |     |
| DM               | 14 | Hariss Harun (c)    |  |     |
| RM               | 20 | Shawal Anuar        |  |     |
| CM               | 16 | Hami Syahin         |  | 67' |
| CM               | 15 | Song Ui-young       |  | 45' |
| LM               | 27 | Adam Swandi         |  | 67' |
| CF               | 9  | Ikhsan Fandi        |  | 83' |
| Cầu thủ dự bị:   |    |                     |  |     |
| MF               | 8  | Shahdan Sulaiman    |  | 45' |
| FW               | 10 | Faris Ramli         |  | 67' |
| MF               | 6  | Anumanthan Kumar    |  | 67' |
| FW               | 7  | Amy Recha           |  | 83' |
| DF               | 4  | Nazrul Nazari       |  | 88' |
| Huấn luyện viên: |    |                     |  |     |
| Tatsuma Yoshida  |    |                     |  |     |

| GK               | 12 | Junildo Pereira        |  |     |
| RB               | 22 | Nelson Viegas          |  |     |
| CB               | 29 | João Panji             |  |     |
| CB               | 18 | Filomeno Junior        |  | 78' |
| LB               | 24 | Yohanes Gusmão         |  | 72' |
| DM               | 15 | Armindo de Almeida (c) |  |     |
| CM               | 21 | Paulo Gali             |  |     |
| CM               | 14 | Cristevao Fernandes    |  |     |
| AM               | 6  | Jhon Firth             |  | 90' |
| CF               | 11 | Mouzinho               |  | 90' |
| CF               | 17 | Elias Mesquita         |  | 72' |
| Cầu thủ dự bị:   |    |                        |  |     |
| DF               | 3  | Orcelio                |  | 72' |
| FW               | 16 | Zenivio                |  | 72' |
| DF               | 4  | Jaimito Soares         |  | 78' |
| FW               | 9  | Anizo Correia          |  | 90' |
| MF               | 27 | Dom Lucas Braz         |  | 90' |
| Huấn luyện viên: |    |                        |  |     |
| Fábio Magrão     |    |                        |  |     |

### Thái Lan v Singapore
| Thái Lan                     | 2–0                             | Singapore |
| ---------------------------- | ------------------------------- | --------- |
| - Dolah 31' - Supachai 45+2' | Chi tiết (AFFSZ) Chi tiết (AFF) |           |

| Thái Lan | Singapore |

| GK                  | 23 | Siwarak Tedsungnoen (c)       | 69' |     |
| RB                  | 2  | Suriya Singmui                |     | 46' |
| CB                  | 5  | Elias Dolah                   |     |     |
| CB                  | 25 | Pawee Tanthatemee             |     |     |
| LB                  | 19 | Tristan Do                    |     |     |
| RM                  | 24 | Worachit Kanitsribampen       |     |     |
| CM                  | 8  | Thitiphan Puangchan           |     | 65' |
| LM                  | 14 | Pathompol Charoenrattanapirom |     | 46' |
| AM                  | 11 | Bordin Phala                  |     | 46' |
| RF                  | 22 | Supachai Chaided              |     | 66' |
| LF                  | 27 | Weerathep Pomphan             |     |     |
| Cầu thủ dự bị:      |    |                               |     |     |
| FW                  | 9  | Adisak Kraisorn               |     | 46' |
| DF                  | 13 | Philip Roller                 |     | 46' |
| MF                  | 28 | Pokklaw Anan                  |     | 46' |
| MF                  | 29 | Picha Autra                   |     | 65' |
| MF                  | 21 | Sivakorn Tiatrakul            | 73' | 66' |
| Huấn luyện viên:    |    |                               |     |     |
| / Alexandré Pölking |    |                               |     |     |

| GK               | 18 | Hassan Sunny        |     |         |
| RB               | 13 | Zulqarnaen Suzliman |     |         |
| CB               | 17 | Irfan Fandi         |     |         |
| CB               | 21 | Safuwan Baharudin   |     |         |
| LB               | 2  | Shakir Hamzah       |     | 12'     |
| DM               | 14 | Hariss Harun (c)    |     |         |
| RM               | 20 | Shawal Anuar        |     | 65'     |
| CM               | 16 | Hami Syahin         | 18' | 65'     |
| CM               | 10 | Faris Ramli         |     |         |
| LM               | 8  | Shahdan Sulaiman    |     |         |
| CF               | 9  | Ikhsan Fandi        |     | 90'     |
| Cầu thủ dự bị:   |    |                     |     |         |
| MF               | 23 | Zulfahmi Arifin     | 46' | 12' 89' |
| MF               | 28 | Saifullah Akbar     |     | 65'     |
| DF               | 25 | Nur Adam Abdullah   |     | 65'     |
| DF               | 5  | Amirul Adli         |     | 89'     |
| FW               | 7  | Amy Recha           |     | 90'     |
| Huấn luyện viên: |    |                     |     |         |
| Tatsuma Yoshida  |    |                     |     |         |

### Myanmar v Philippines
| Myanmar             | 2–3                             | Philippines             |
| ------------------- | ------------------------------- | ----------------------- |
| - Phyo Wai 74', 86' | Chi tiết (AFFSZ) Chi tiết (AFF) | - Marañón 16', 19', 44' |

| Myanmar | Philippines |

| GK               | 18 | Myo Min Latt         |     |     |
| RB               | 4  | David Htan           |     |     |
| CB               | 5  | Win Moe Kyaw         |     | 81' |
| CB               | 17 | Hein Phyo Win        |     |     |
| LB               | 20 | Suan Lam Mang        |     |     |
| DM               | 6  | Hlaing Bo Bo         |     | 81' |
| RM               | 30 | Hein Htet Aung       |     | 59' |
| CM               | 22 | Aung Naing Win       |     | 25' |
| CM               | 7  | Lwin Moe Aung        |     |     |
| LM               | 11 | Maung Maung Lwin (c) | 60' |     |
| CF               | 9  | Than Paing           |     | 59' |
| Cầu thủ dự bị:   |    |                      |     |     |
| DF               | 2  | Nyein Chan           | 53' | 25' |
| FW               | 13 | Aung Kaung Mann      |     | 59' |
| MF               | 14 | Htet Phyo Wai        |     | 59' |
| FW               | 12 | Win Naing Tun        |     | 81' |
| MF               | 16 | Myat Kaung Khant     |     | 81' |
| Huấn luyện viên: |    |                      |     |     |
| Antoine Hey      |    |                      |     |     |

| GK               | 16 | Kevin Ray Mendoza    |     |     |
| RB               | 23 | Martin Steuble       | 43' | 85' |
| CB               | 2  | Jesper Nyholm        |     |     |
| CB               | 13 | Justin Baas          |     |     |
| LB               | 11 | Daisuke Sato         | 90' |     |
| CM               | 6  | Kevin Ingreso        |     | 85' |
| CM               | 14 | Oskari Kekkonen      |     | 72' |
| RM               | 7  | Iain Ramsay          |     | 79' |
| AM               | 29 | Patrick Reichelt (c) |     |     |
| LM               | 19 | Yrick Gallantes      |     |     |
| CF               | 9  | Bienvenido Marañón   |     | 84' |
| Cầu thủ dự bị:   |    |                      |     |     |
| MF               | 30 | Sandro Reyes         |     | 72' |
| FW               | 8  | Ángel Guirado        |     | 79' |
| MF               | 10 | Mike Ott             |     | 84' |
| MF               | 22 | Amin Nazari          |     | 85' |
| DF               | 12 | Amani Aguinaldo      |     | 85' |
| Huấn luyện viên: |    |                      |     |     |
| Stewart Hall     |    |                      |     |     |

## Kỷ luật
| Cầu thủ         | Phạm lỗi                                                                | Đình chỉ                                             |
| --------------- | ----------------------------------------------------------------------- | ---------------------------------------------------- |
| Nyein Chen      | trong trận đấu Bảng A v Myanmar (lượt trận 1; 5 tháng 12 năm 2021)      | Đội đã bị loại khỏi giải đấu                         |
| Nyein Chen      | trong trận đấu Bảng A v Philippines (lượt trận 5; 19 tháng 12 năm 2021) | Đội đã bị loại khỏi giải đấu                         |
| Stephan Schröck | trong trận đấu Bảng A v Singapore (lượt trận 2; 8 tháng 12 năm 2021)    | Bảng A v Myanmar (lượt trận 5; 18 tháng 12 năm 2021) |
| Stephan Schröck | trong trận đấu Bảng A v Thái Lan (lượt trận 4; 14 tháng 12 năm 2021)    | Bảng A v Myanmar (lượt trận 5; 18 tháng 12 năm 2021) |
| Martin Steuble  | trong trận đấu Bảng A v Thái Lan (lượt trận 4; 14 tháng 12 năm 2021)    | Đội đã bị loại khỏi giải đấu                         |
| Martin Steuble  | trong trận đấu Bảng A v Myanmar (lượt trận 5; 19 tháng 12 năm 2021)     | Đội đã bị loại khỏi giải đấu                         |